# 馬焦拉斯卡山

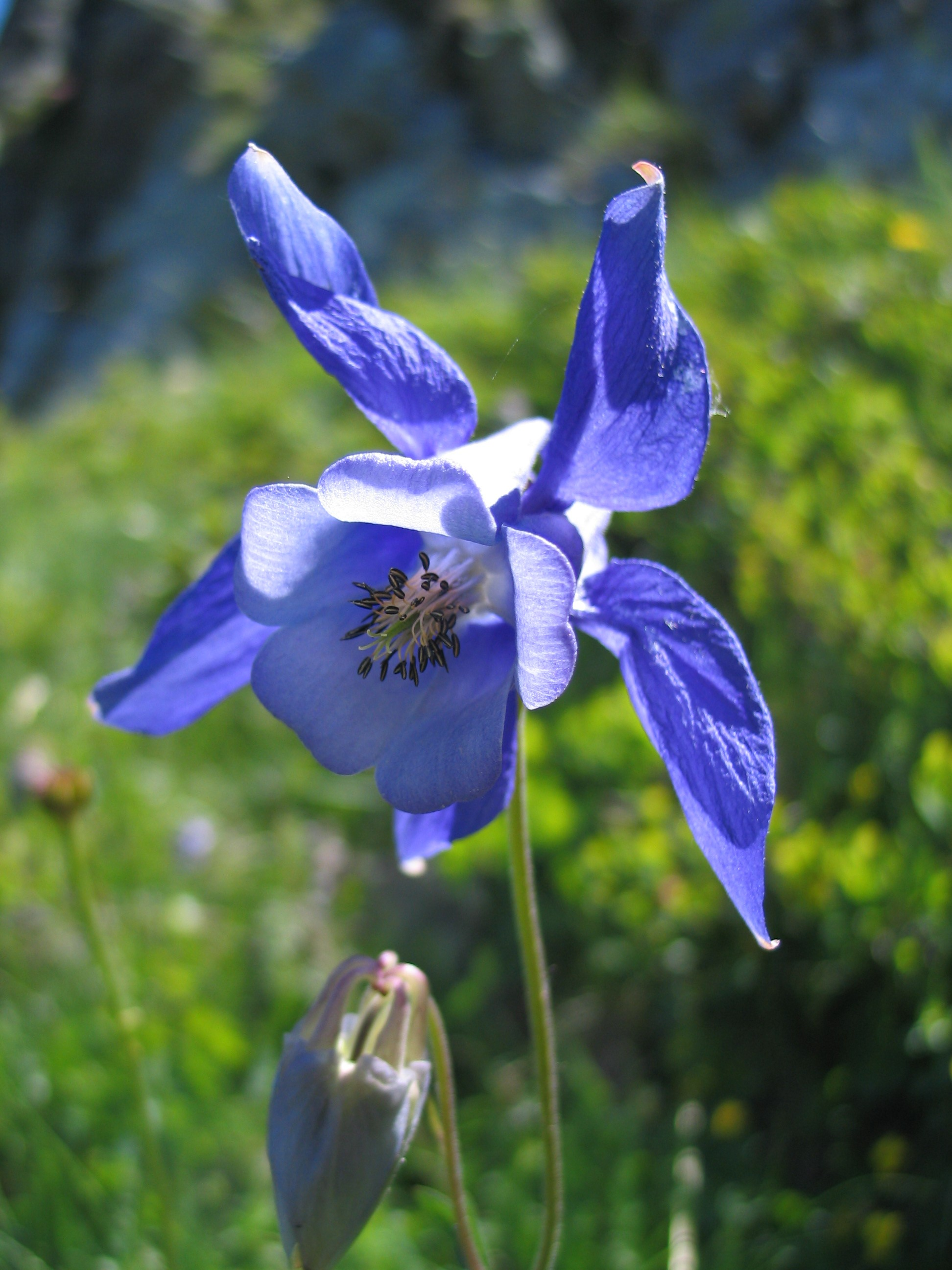

44°33′03″N 9°29′23″E / 44.550922°N 9.489639°E
馬焦拉斯卡山（義大利語：Monte Maggiorasca），是意大利的山峰，位於該國西北部，由熱那亞廣域市負責管轄，屬於利古雷亞平寧山脈的一部分，海拔高度1,804米，每年平均降雨量1,553毫米。